# Павлова пећина
Павлова пећина (Петропавлова пећина) се налази у Петровом пољу у близини Требиња. У ову пећину је према предању долазио свети апостол Павле па јој отуда и име. По предању он је кријући се од римске власти у овој пећини покрштавао народ. Традиционално се сваке године у пећини, на Петровдан, окупља велики број вјерника уз присуство свештеника који обављају службу. Пећина има камени олтарски дио и икону светог апостола Павла.
Сама пећина се састоји од неколико дворана богато украшених сталактитима и сталагмитима. У унутрашњости пећине се налази и мало језеро за које постоји вјеровање да ће дјевојке које се умију његовом водом на Петровдан бити лијепе и привлачне, а вјерује се да помаже и нероткињама. Ова пећина је под заштитом Завода за заштиту културно историјског и природног насљеђа Републике Српске, и спада у природно добро III категорије.

## Петропавлов манастир
Петропавлов манастир се налази у непосредној близини Павлове пећине.